# Красна (комуна, Горж)
Красна (рум. Crasna) — комуна у повіті Горж в Румунії. До складу комуни входять такі села (дані про населення за 2002 рік):
- Анінішу-дін-Вале (548 осіб)
- Анінішу-дін-Дял (280 осіб)
- Бузешть (399 осіб)
- Дрегоєшть (618 осіб)
- Думбревень (645 осіб)
- Керпініш (958 осіб)
- Красна (810 осіб) — адміністративний центр комуни
- Красна-дін-Дял (493 особи)
- Радоші (764 особи)

Комуна розташована на відстані 219 км на північний захід від Бухареста, 25 км на північний схід від Тиргу-Жіу, 97 км на північ від Крайови.

## Населення
За даними перепису населення 2002 року у комуні проживали 5515 осіб. Усі жителі комуни рідною мовою назвали румунську.
Національний склад населення комуни:
| Національність | Кількість осіб | Відсоток |
| -------------- | -------------- | -------- |
| румуни         | 5513           | > 99,9%  |
| угорці         | 2              | < 0,1%   |

Склад населення комуни за віросповіданням:
| Релігія        | Кількість осіб | Відсоток |
| -------------- | -------------- | -------- |
| православні    | 5494           | 99,6%    |
| п'ятдесятники  | 7              | 0,1%     |
| адвентисти     | 7              | 0,1%     |
| баптисти       | 6              | 0,1%     |
| греко-католики | 1              | < 0,1%   |

## Зовнішні посилання
- Дані про комуну Красна на сайті Ghidul Primăriilor [Архівовано 23 травня 2012 у Wayback Machine.]